# Les Pieds sur terre (film, 2001)
Pour les articles homonymes, voir Les Pieds sur terre et Down to Earth.
Pour plus de détails, voir Fiche technique et Distribution.
Les Pieds sur terre, ou Les Deux Pieds sur terre au Québec (titre original : Down to Earth) est un film australo-germano-canado-américain réalisé par Chris Weitz et Paul Weitz, sorti en 2001.

## Synopsis
Lance Barton est un jeune comédien noir qui a du mal à percer sur scène. Il espère être retenu pour animer la soirée de clôture du Apollo Theater qui doit prochainement fermer ses portes, mais il meurt après avoir percuté un camion. Au paradis, les anges avouent s'être trompés et l'avoir rappelé prématurément, et lui proposent de retourner sur Terre dans le corps d'une autre personne. Il se retrouve ainsi dans le corps de Charles Wellington III, un vieil homme qui vient d'être tué par l'amant de sa femme mais dont le corps n'a pas encore été découvert. Bientôt, Lance / Charles est approché par Sontee Jenkins, une femme noire qui veut l'empêcher de racheter le dernier hôpital public de Brooklyn pour en faire un établissement privé.

## Fiche technique
Sauf indication contraire, les informations mentionnées dans cette section peuvent être confirmées par la base de données cinématographiques IMDb,  présente dans la section « Liens externes ».
- Titre original : Down To Earth
- Titre français : Les Pieds sur terre
- Titre québécois : Les Deux Pieds sur terre
- Réalisation : Chris Weitz et Paul Weitz
- Scénario : Chris Rock, Lance Crouther, Ali LeRoi et Louis C.K., d'après le scénario du film Le ciel peut attendre (1978) par Elaine May et Warren Beatty
- Photographie : Richard Crudo (en)
- Montage : Priscilla Nedd-Friendly
- Musique : Jamshied Sharifi
- Direction artistique :  Dennis Davenport, John Kasarda
- Décors :  Beth Kushnick, Gordon Sim
- Costumes :  Debrae Little
- Son :  Justine Angus
- Casting : Joseph Middleton
- Producteurs : Sean Daniel, James Jacks et Michael Rotenberg
- Sociétés de production : 3 Arts Entertainment, Alphaville Films, CHS Productions, Made To Love Productions, Munich Film Partners & Company (MFP), GHS Productions, NPV Entertainment, Paramount Pictures, Village Roadshow Pictures
- Société de distribution :  Paramount Pictures, United International Pictures (Royaume-Uni)
- Budget :  49 000 000 US $
- Pays de production :   États-Unis,  Allemagne,  Canada,  Australie
- Langue :  Anglais
- Tournage : du 14 février 2000 à mai 2000
- Format : Couleur — 35 mm — 1,85:1 — Son : DTS Dolby Digital
- Genre : Comédie et fantastique
- Durée : 87 minutes
- Dates de sortie :
  - États-Unis : 16 février 2001
  - France : 5 septembre 2001
  - Belgique : 19 septembre 2001

## Distribution
- Chris Rock (VF : Lucien Jean-Baptiste[2] ; VQ : Gilbert Lachance) : Lance Barton
- Regina King (VQ : Hélène Mondoux[3]) : Sontee Jenkins
- Chazz Palminteri (VQ : Mario Desmarais) : King, l'un des deux anges
- Eugene Levy (VQ : Jean-Marie Moncelet) : Keyes, l'un des deux anges
- Frankie Faison (VF : Saïd Amadis ; VQ : Éric Gaudry) : Whitney Daniels, le manager de Lance
- Mark Addy (VF : Jacques Bouanich ; VQ : Pierre Chagnon) : Cisco, le majordome
- Greg Germann (VF : Pierre Tessier[4] ; VQ : Daniel Lesourd) : Sklar, l'amant de Mme Wellington
- Jennifer Coolidge (VQ : Marie-Andrée Corneille) : Mme Wellington
- Wanda Sykes (VQ : Johanne Léveillé) : Wanda, une servante
- John Cho : Phil Quon, un comique
- Mario Joyner : Apollo M.C.
- Bryetta Calloway : La chanteuse de gospel
- Martha Chaves : Rosa, une servante
- Brian Rhodes : Charles Wellington III
- Herb Lovelle : L'éboueur
- Kedar Brown : Heckler

## Autour du film
- Le film est adapté du scénario de Le ciel peut attendre (1978) par Elaine May et Warren Beatty, lui-même un remake du film Le Défunt récalcitrant (1941) d'Alexander Hall, ce dernier étant une adaptation de la pièce Heaven Can Wait (1938).